# Kompanie wsparcia

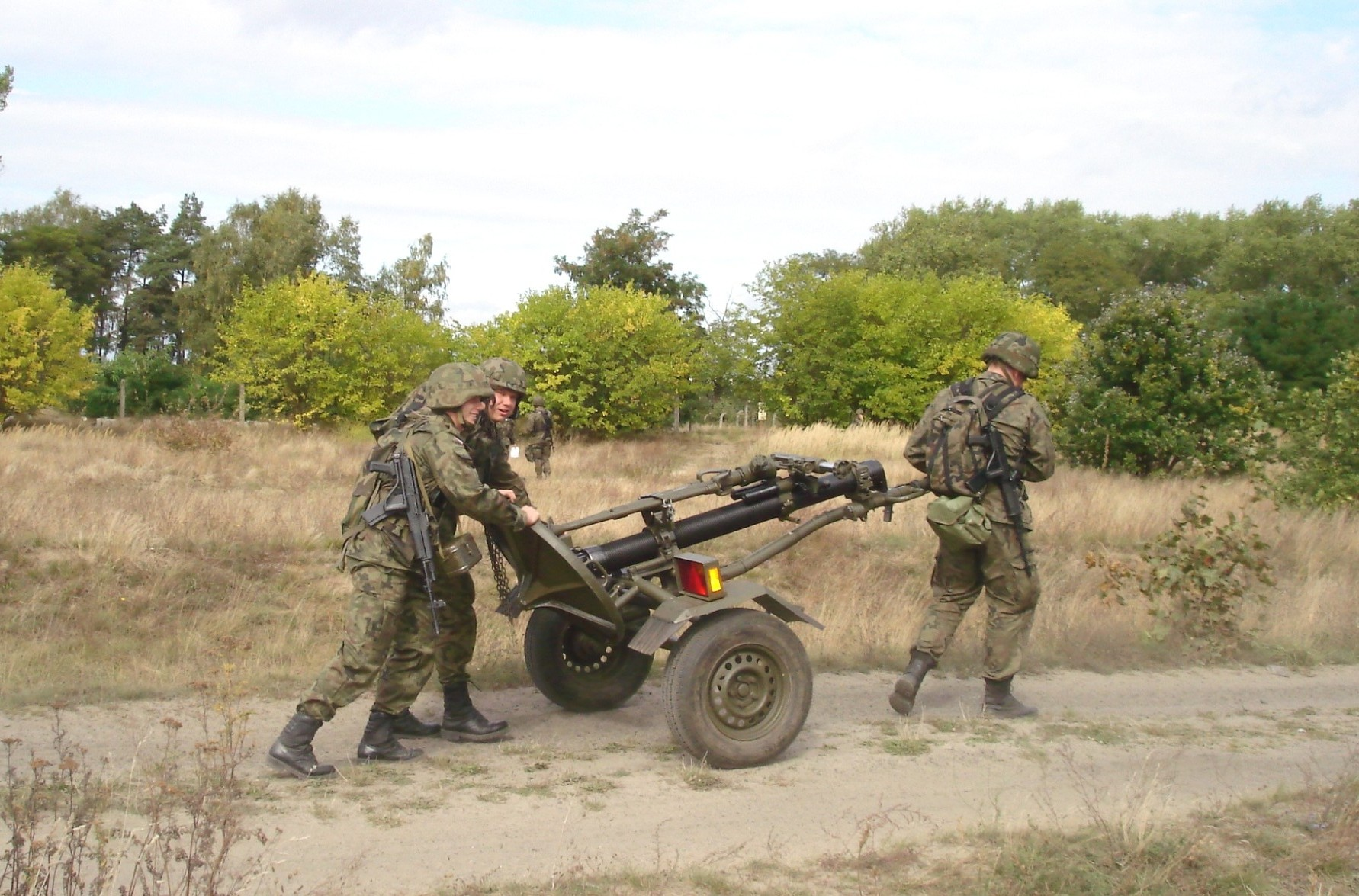
Żołnierze obsługi moździerza

Kompania wsparcia (kwsp) – pododdział wojsk lądowych; jest organicznym pododdziałem batalionu piechoty zmotoryzowanej (batalionu zmechanizowanego).

## Kompania wsparcia batalionu SZ RP
Kompania wsparcia przeznaczona jest do realizacji zadań wsparcia ogniowego na rzecz batalionu ogólnowojskowego.

### Struktura i wyposażenie w 2017

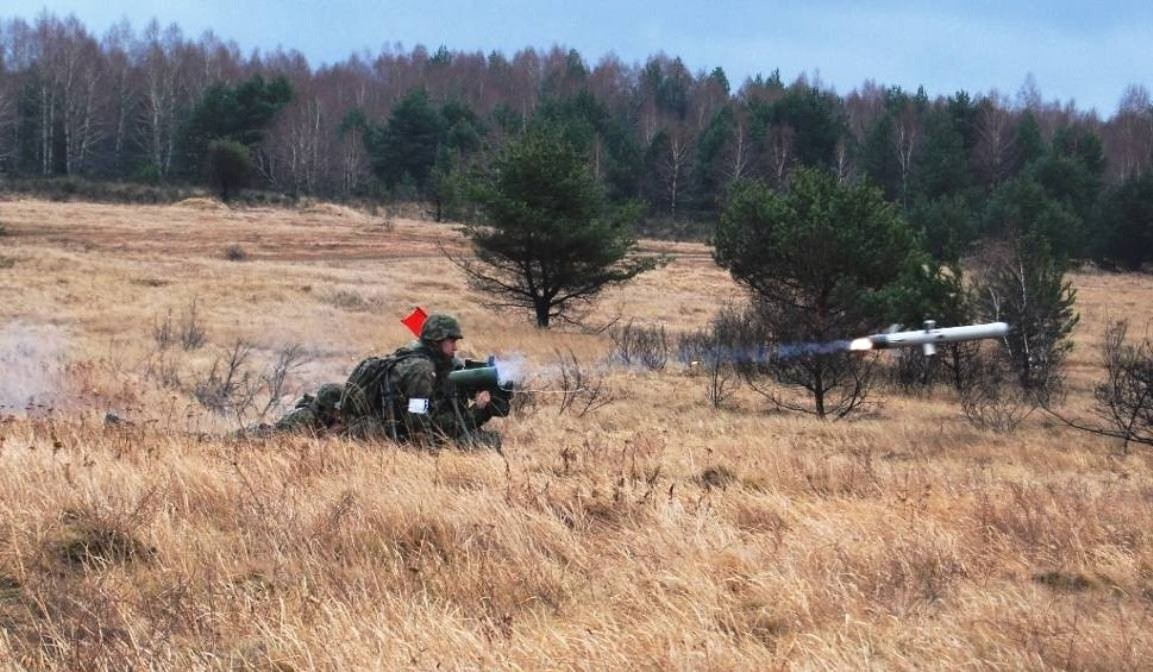
Żołnierze kompanii wsparcia 12 BZ

dowództwo kompanii
- dowódca kompanii
- zastępca dowódcy kompanii
- szef kompanii
- technik kompanii

pododdziały
- dwa plutony ogniowe
  - trzy działony artylerii
  - drużyna dowodzenia
- pluton przeciwpancerny
  - załoga wozu dowodzenia
  - trzy drużyny przeciwpancerne
    - dwie obsługi ppk Spike
- drużyna dowodzenia[b]
- drużyna zabezpieczenia

| Wyszczególnienie                | plogn | plppanc | drdow | drzab | kompania |
| ------------------------------- | ----- | ------- | ----- | ----- | -------- |
| żołnierze                       | 27    | 21      | 8     | 4     | 87       |
| wóz dowodzenia                  |       | 1       |       |       | 1        |
| samochody c-t                   | 2     | 1       | 1     | 1     | 6        |
| samochód o-t                    |       | 3       |       |       | 4        |
| samochód średniej ładowności    |       |         |       | 1     | 1        |
| aparatownia ADK-11              |       |         | 1     |       | 1        |
| ciągnik samochodowy             | 4     |         |       |       | 8        |
| moździerz 120 mm lub 98 mm      | 3     |         |       |       | 6        |
| artyleryjski dalmierz laserowy  | 2     | 1       | 1     |       | 6        |
| granatnik przeciwpancerny RPG-7 | 3     |         |       |       | 6        |
| ppk Spike                       |       | 6       |       |       | 6        |
| radiostacja RRC 9210            | 4     | 5       |       | 1     | 14       |
| radiostacja R-3501              | 4     | 8       | 1     | 1     | 18       |

### Struktura i wyposażenie w 1999

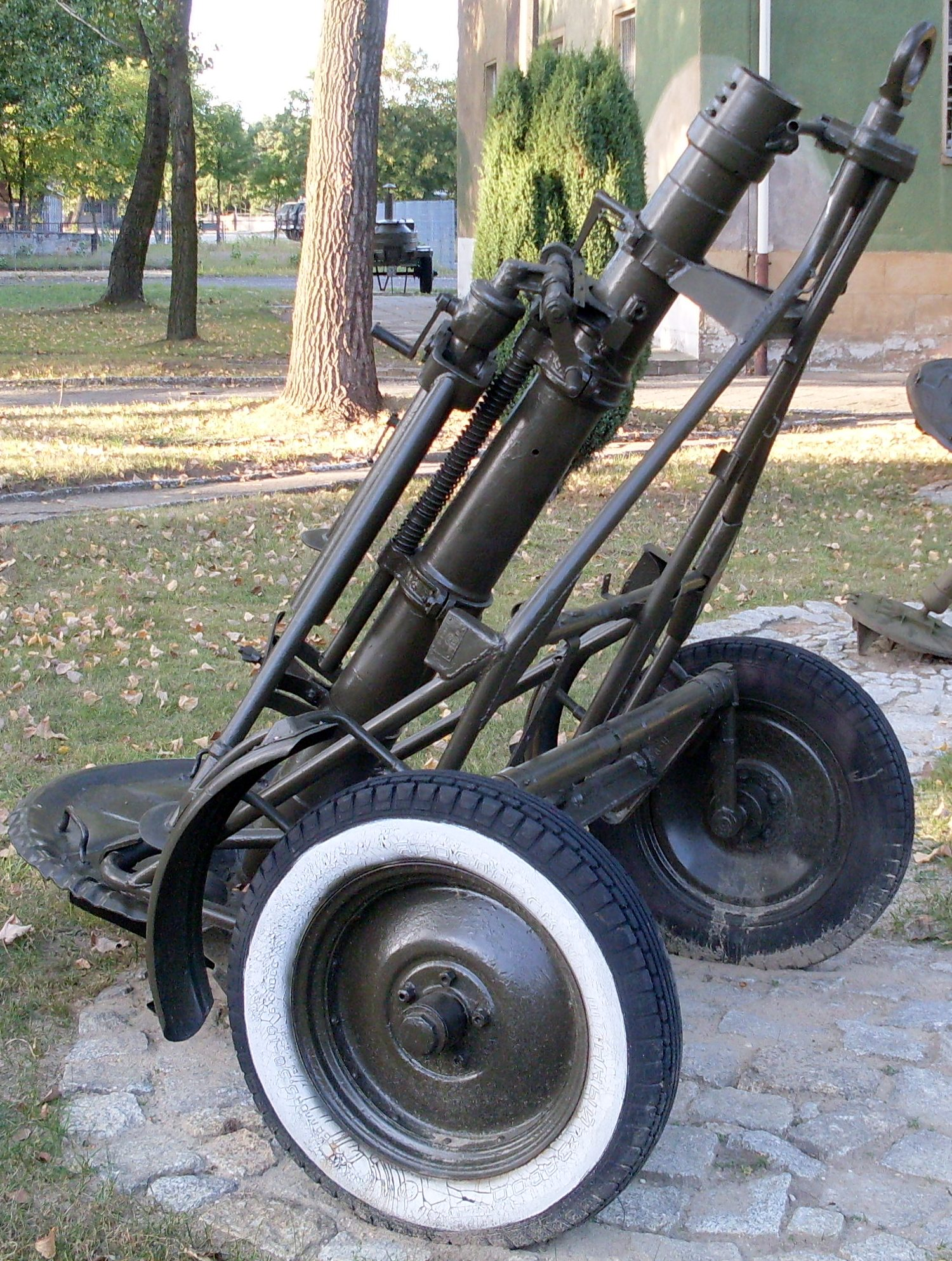
120 mm moździerz wz. 1943

dowództwo kompanii
- dowódca kompanii
  - sekcja dowodzenia
    - szef kompanii
    - technik kompanii
    - starszy mechanik
    - rachmistrz
    - kierowca

pododdziały
- dwa plutony ogniowe
  - trzy działony artylerii[c]
- pluton dowodzenia
  - drużyna rozpoznawcza[d]
  - drużyna radiotelegraficzna[e]

| Wyszczególnienie               | plogn | pldow | kwsp |
| ------------------------------ | ----- | ----- | ---- |
| żołnierze                      | 21    | 13    | 61   |
| moździerz 120 mm               | 6     |       | 6    |
| samochód c-t                   |       |       | 9    |
| dalmierz DS-1                  |       |       | 1    |
| kątomierz busola PAB           |       |       | 4    |
| przyrząd kierowania ogniem PUO |       |       | 2    |
| kabel telefoniczny             |       |       | 3 km |
| radiostacja UKF                |       |       | 5    |